# Nyíri János
Nyíri János (Budapest, 1932. november 9. –  London, 2002. október 23.) színházi rendező, újságíró, író. Nagy sikerű színdarabok és regények szerzője, közöttük a legismertebb Battlefields and Playgrounds (Macmillan, London, 1990), amely később Madárország címen jelent meg magyarul, és amelyet a The Observer „holokauszttúlélő által valaha írt legfontosabb regény”-ként méltatott.

## Életének korai szakasza
Nyíri János szülei, Nyíri Tibor és Spitz Júlia, elismert magyar zsidó írók voltak. Édesapja legismertebb műve a Katona, Karácsony, illetve a Díszmagyar (Budapest, 1949) című magyar film forgatókönyve.  Nyíri szülei még kisgyermekkorában elváltak és ő egy Tokaj-vidéki kis faluba került a nagyszüleihez. A második világháború kezdetén anyjával és bátyjával, Nyíri Andrással együtt bujkált a nácik és a magyar antiszemiták elől. Noha családjának nagy része és osztálytársai az auschwitzi és a mauthauseni koncentrációs táborokban haltak meg, Nyiri túlélte az üldöztetést és megérte a Vörös Hadsereg 1945 májusi hatalomátvételét.  Katonai szolgálatát és tiszti képzését követően, amelyet alhadnagyi rendfokozattal zárt, Nyíri a Színház- és Filmművészeti Főiskolán rendező szakán végzett 1955-ben, és ismert színházi rendezőként dolgozott Kecskeméten, Szegeden és Budapesten.

## Franciaországba költözése
A kudarcot vallott 1956-os magyar forradalom után Nyíri úgy döntött, hogy Bécsbe szökik, majd később Párizsba, hiszen Magyarországon halálos ítélet várt rá, mint ahogy számos forradalmár társára is. Nyíri egészen az 1973-as amnesztiáig nem térhetett vissza Magyarországra, ekkor megbízást kapott a New Statesman című hetilaptól, hogy írjon egy cikket, amely A Chilly Spring in Budapest (Fagyos tavasz Budapesten) címmel jelent meg.
Az ötvenes években Párizsban telepedett le és újra a színházban kezdett dolgozni, olyan ismert drámaírókkal, mint Eugène Ionesco, Jean Anouilh vagy Jean Genet.  Nyíri ezenkívül tanított a párizsi Conservatoire-on és tanult a Comédie-Française-ben. Miután Jean-Louis Barrault mellett az Odéon színház igazgatóhelyettese lett, megismerkedett későbbi feleségével, Jenny Hippisleyvel, aki Lindisfarne Hamilton és Christopher Quest brit színészek lánya, és – anyai ágon – Heinrich Simon, zsidó tudós és az 1848-as frankfurti parlament szociáldemokrata vezetőjének unokája volt. A Nyíri-házaspár 1960-ban együtt alapította első színházi társulatukat, a Le Jeune Théâtre de Marseille-t. Nyíri éveken át sikeresen rendezte meg klasszikus francia és angol darabok – így Molière, Beaumarchais, Jean Racine és Oscar Wilde műveinek – színházi előadásait, a David Copperfield-et Marseille-ban és a Képzelt beteget a Vaudeville Theatre-ben a londoni West Enden. Ezenkívül Európa különböző országaiban rendezte meg a Figaro házasságát, a Phaedrát és a Jean Brodie kisasszony virágzását, illetve saját műveit is. Ebben az időben költöztek feleségével London délnyugati részébe. A család Nyíri haláláig felváltva élt angliai, írországi és franciaországi házaiban.

## Színdarabírói pályája
Az If Winter Comes (Ha már itt a tél), a vasfüggöny mögött játszódó szerelmi történet volt Nyíri drámaírói premierje.  Személyesen rendezte darabjainak első bemutatóit és az If Winter Comesot budapesti és prágai barátainak dedikálta, ami némi vitát váltott ki az 1968-as párizsi lázadások után közvetlenül kialakult érzékeny politikai hangulatban.  Az eredeti párizsi előadás címe Le ciel est en bas (Lent van az ég) volt, és a Théâtre de l'Athénée-ben került színre 1970-ben.  A színmű kritikai és kereskedelmi szempontból is siker volt, amelyet az elkövetkező harminc évben további előadások követtek jelentős színházakban Ausztriában, Németországban, Angliában, Skóciában, Walesben, Ausztráliában, az Amerikai Egyesült Államokban, sőt még Magyarországon is.  Nyíri műveiből többször is készültek filmek Angliában, Németországban és Magyarországon. 1980-ban a BBC elkészítette az If Winter Comes tévéfilmváltozatát Paul Scofield, Denis Lawson és Cherie Lunghi főszereplésével.

## Regényei
Nyíri első angol nyelven megjelent regénye, a Streets (Wildwood House, London) nagy elismerést vívott ki a brit sajtóban az 1956-os forradalom ábrázolásáért. A Streets 1979-ben szerepelt a legtöbb "év könyve" listán és gyors sikert aratott a kritikusok körében. Második regényét, a "Battlefields and Playgrounds"t (magyarul Madárország címen jelent meg) tíz évig írta. A Battlefields and Playgroundst (Macmillan, London and Farrar, Straus and Giroux, New York) számos nyelvre lefordították az egész világon. Harmadik regénye, a Curtain Up!, Spanyolországban, Franciaországban és Angliában játszódik a hatvanas években.  Ezt 2002-ben, röviddel halála előtt fejezte be.
Második regényéről ezt írta a The Wall Street Journal: „Noha szinte havonta jelenik meg egy-egy újabb beszámoló holokauszttúlélők gyermekkoráról, az utóbbi időben semmi sem közelíti meg a Battlefields and Playgrounds nagyságát — az elbeszélés szépségét, a jellemleírások alaposságát, a krimiszerű, drámai feszültséget”. A Boston Globe így dicsérte a könyvet: „…történelmi események tablója, a társadalom hozzáállásának keresztmetszete egy olyan korszakban, amikor minden érték megkérdőjeleződik, a felnőtté váló gyermek öntudatának elemzése, egy család küzdelme a túlélésért, drámai feszültségű regény, amely ugyanakkor – és talán elsősorban – a szabadság természetét és korlátait vizsgálja… Ugyanakkor nagyszerűen hozza azt, amit titokban mindannyian elvárunk egy regénytől: az izgalmas cselekményt, egy főszereplőt, akivel azonosulni tudunk, a lélegzetelállító narratívát és az emberi sors meggyőző ábrázolását”. A Battlefields and Playgrounds a Financial Times-nál az Év könyve lett, és a Publisher's Weekly is beválasztotta az 1995-ös év legjobb könyvei közé az USA-ban.

## Öröksége
Nyíri Jánost túlélte felesége, Jenny Hippisley (1960–2002), bátyja és húga, fia, Daniel J. és lánya, Polly, valamint hat unokája.

## Művei
- The Imaginary Invalid („A képzelt beteg”) (színházi előadás), Vaudeville Theatre, London, 1968
- Le Ciel est en bas (színházi előadás), Théâtre de l'Athénée, Párizs, 1970
  - If Winter Comes (film), BBC, London, 1980
  - Ha már itt a tél (film), Magyar Televízió/MaFilm, Budapest, 1985
- A Chilly Spring in Budapest (folyóiratcikk), The New Statesman, London, 1973
- Streets (könyv), Wildwood House, London, 1979
- Battlefields and Playgrounds (könyv), Macmillan, London, 1989; Farrar, Straus and Giroux, New York, 1992
  - Madárország (könyv), Makkábi Könyvkiadó-Téka Könyvkiadó, Budapest, 1994; Corvina Kiadó, Budapest, 2014
  - Awakening The Day (könyv), Tel Aviv, 1993
  - Die Juden Schule (könyv), Fischer Verlag, Frankfurt, 1993

## Fordítás
- Ez a szócikk részben vagy egészben  a   János Nyíri című angol Wikipédia-szócikk ezen változatának fordításán alapul.  Az eredeti cikk szerkesztőit annak laptörténete sorolja fel. Ez a jelzés csupán a megfogalmazás eredetét és a szerzői jogokat jelzi, nem szolgál a cikkben szereplő információk forrásmegjelöléseként.